# Elena Garro
Elena Garro, née le 11 décembre 1916 à Puebla, et morte le 22 août 1998, est une écrivaine mexicaine.  Elle est communément liée au réalisme magique et considérée comme une rénovatrice de la littérature fantastique, bien qu'elle-même rejette cette identification comme une étiquette mercantile,.

## Biographie
De père espagnol et de mère mexicaine, elle est née à Puebla au Mexique. Elle passa son enfance à Mexico, et étudia la littérature, le théâtre et la danse à l'Université nationale autonome du Mexique. Elle y rencontra Octavio Paz, qu'elle épousa en 1937. Ses préoccupations sociales et les encouragements de son mari la poussèrent à écrire. Ils eurent une fille, Helena, et divorcèrent en 1959. On leur prête à tous deux une relation avec Juan Soriano.
Après le massacre de Tlatelolco en 1968, elle accusa certains intellectuels mexicains d'avoir poussé les étudiants à la révolte avant de les abandonner à leur sort. La communauté intellectuelle, furieuse d'être accusée de lâcheté, la rejeta et en 1972 elle partit vivre en France.
À son retour, elle vécut à Cuernavaca. Elle reçut le Prix Sor Juana Inés de la Cruz en 1996. Un cancer du poumon (elle fumait depuis sa jeunesse), dont les frais médicaux étaient pris en charge par le Conaculta (Conseil national pour la culture et les arts), l'emporta en 1998. 
Son œuvre parle du racisme et de la marginalisation des femmes. Longtemps occultée par la renommée de son époux, elle apparaît depuis quelques années comme précurseur du réalisme magique (Los Recuerdos del porvenir paraissent quatre ans avant Cent ans de solitude de Gabriel García Márquez). Ses œuvres dévoilent également selon Sergio Callao des traits communs avec celle de Juan Rulfo : dénonciation du caciquisme et des promesses non tenues de la révolution mexicaine pour le monde rural.

## Œuvres

### Théâtre
- Felipe Ángeles
- Un hogar sólido (1958). Recueil de plusieurs pièces de théâtre
- Los pilares de doña Blanca
- El rey mago
- Andarse por las ramas
- Ventura Allende
- El encanto
- Los perros
- El árbol ; trad. L'Arbre, Alfil, 1994.
- La dama boba
- El rastro
- Benito Fernández
- La mudanza
- Parada San Ángel
- La señora en su balcón
- Coca Cola
- Sócrates y los gatos

### Romans
- Los recuerdos del porvenir (1963) ; trad. La Fête à Ixtepec, Stock, 1966 ; La Maîtresse d'Ixtepec, L'Herne, 2003.
- Testimonios sobre Mariana
- Reencuentro de personajes
- La casa junto al río
- Y Matarazo no llamó (1991)
- Inés
- Busca mi esquela
- Primer amor
- Un traje rojo para un duelo
- Un corazón en un bote de basura
- Mi hermanita Magdalena
- La vida empieza a las tres

### Contes
- La culpa es de los tlaxcaltecas (La semana de colores)
- Andamos huyendo Lola
- El accidente y otros cuentos inéditos

### Témoignage
- Memorias de España 1937

### Reportage
- Revolucionarios mexicanos